# Jimmie Guthrie
Andrew James  ("Jimmie") Guthrie (Hawick, 12 mei 1897 - Oberlungwitz, 8 augustus 1937) was een Schots motorcoureur in de jaren twintig en dertig. Hij won 19 Grands Prix, 3 keer de North West 200 en 6 keer een klasse in de Isle of Man TT. 

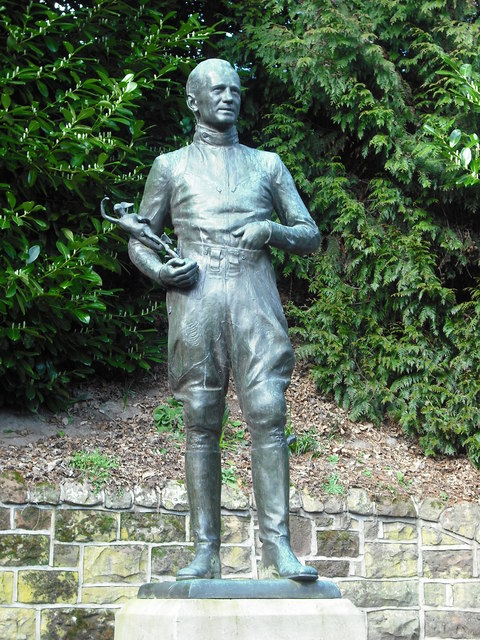
Guthrie's Memorial Hawick

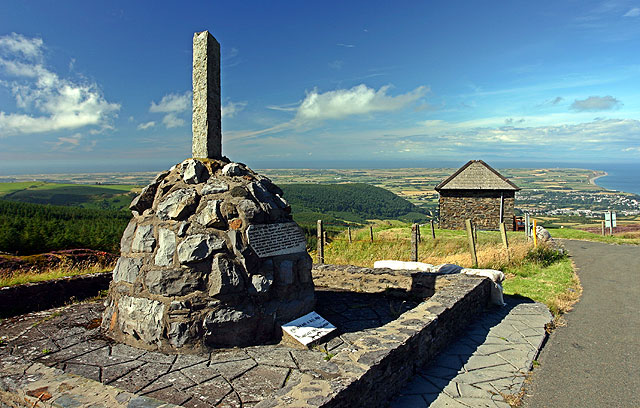
Guthrie's Memorial langs de Snaefell Mountain Course, met op de achtergrond de stad Ramsey

## Biografie

### Eerste Wereldoorlog
Na een periode als leerling-monteur nam Jimmie Guthrie aan het begin van de Eerste Wereldoorlog dienst bij een lokaal infanterieregiment, het 4e bataljon van de King's Own Scottish Borderers. Dat maakte deel uit van de 52e (Lowland) Divisie. Tijdens een verplaatsing van Schotland naar Gallipoli raakte hij betrokken bij de treinramp bij Quintinshill in de buurt van Gretna Green, die aan 210 militairen het leven kostte. Hij diende in Gallipoli en Palestina. In 1918 vocht de 52e divisie bij de tweede Slag aan de Somme en bij Arras. Tijdens zijn tijd aan het Westfront was Jimmie Guthrie motorordonnans. 

### Racecarrière
In 1919 ging Jimmie Guthrie terug naar zijn geboorteplaats Hawick. Samen met zijn broer Archie sloot hij zich aan bij de Hawick Motor-Cycle Club. Hij nam deel aan een aantal lokale heuvelklim- en grasbaanraces en de motorclub droeg hem in 1923 voor om deel te nemen aan de Tourist Trophy op het eiland Man. Hij nam deel aan de Junior TT met een 350cc Matchless, maar viel al in de eerste ronde bij Kirk Michael uit met klepproblemen. Hij zou pas in 1927 terugkeren op Man, maar in 1926 en 1927 won hij de Scottish Speed Championships in St Andrews. In 1927 reed Guthrie voor het merk New Hudson in de Junior- en de Senior TT. In de 350cc Junior viel hij bij Ballacraine uit met een gebarsten benzineleiding, maar in de 500cc Senior werd hij tweede, 8 minuten en 17 seconden achter Alec Bennett met een Norton. En dat terwijl hij in de tweede ronde bij de "Grandstand" (de hoofdtribune in Douglas) lang opgehouden was voor de reparatie van een losse voetsteun. In 1928 reed hij voor Norton. In de Junior TT lag hij zesde, 2½ minuut achter Alec Bennett, die inmiddels voor Velocette reed. Tijdens een tankstop in de derde ronde vloog zijn motorfiets in brand waardoor hij uitviel. In de Senior TT viel hij opnieuw bij Kirk Michael uit, door motorpech in de eerste ronde. In 1929 was hij opnieuw ingeschreven voor zowel de Junior als de Senior TT, maar hij kon niet starten omdat hij gewond was geraakt in de trainingen bij een val bij Greeba Bridge. In 1930 startte hij voor AJS in drie klassen: De 250cc Lightweight TT, de Junior TT en de Senior TT. Tijdens de junior viel hij in de zesde ronde stil in de buurt van Crosby, in de Senior TT in de tweede ronde bij Creg-ny-Baa, maar tussen deze twee races won hij de Lightweight TT met een gemiddelde snelheid van 104,1 km/h. In dat jaar reed hij ook een aantal wereldsnelheidsrecords met een Norton International op de kombaan van Montlhéry en een werelduurrecord met een snelheid van 183,6 km/h. Hij brak ook de records over 50 km, 50 mijl, 100 km en 100 mijl. 

#### Norton team 1931-1937
Na zijn overwinning in 1930 werd Jimmie Guthrie door de constructeur en teammanager Joe Craig van Norton aangenomen als fabrieksrijder. Zowel in de Junior- als de Senior TT van 1930 was Norton vernederd door de rijders van Rudge, maar in 1931 werd dat hersteld: Zowel in de Junior als de Senior werden de Norton-rijders Percy "Tim" Hunt en Jimmie Guthrie eerste en tweede. Tijdens de training voor de TT van 1932 reed Guthrie een schaap dood bij Glen Duff, maar hij startte desalniettemin in de Junior en de Senior. In de Junior TT viel hij in de vierde ronde bij de Grandstand uit nadat hij bij Governor's Bridge geslipt was. In de Senior TT werd hij tweede achter zijn Norton-teamgenoot Stanley Woods, die ook de Junior al gewonnen had. In 1933 verloor hij in de Junior TT veel tijd nadat hij het talud bij Hillberry Corner geraakt had, maar hij wist toch op de tweede plaats te komen. In de vierde ronde viel hij door gesmolten asfalt bij Quarterbridge, maar hij werd toch nog derde achter Woods en Hunt. De Senior TT werd een enorm succes voor Norton, met Stanley Woods als winnaar, Tim Hunt als tweede, Jimmie Simpson als derde en Jimmie Guthrie als vierde. Tot 1933 was Tim Hunt koprijder van Norton, maar hij moest na een crash in de Grand Prix van Zweden zijn carrière beëindigen. Stanley Woods vertrok na onenigheid over het prijzengeld naar Moto Guzzi en daardoor werd Jimmie Guthrie de nieuwe kopman. In 1934 won hij de 500cc North West 200 vóór Ernie Nott (Rudge) en John "Crasher" White (Norton). In 1934 won Guthrie zowel de Junior- als de Senior TT, beide keren vóór Jimmie Simpson die zijn afscheids-TT reed. In 1935 won Guthrie met Norton de 500cc North West 200 vóór zijn teamgenoot S. Darbishire en Henry Tyrell-Smith met een AJS. De TT races vormden toen het decor voor de film No Limit met George Formby. In de Junior TT konden Guthrie, Walter Rusk en "Crasher" White de eerste drie plaatsen voor Norton grijpen. In de Senior TT werd het Norton team in de luren gelegd door dat van Moto Guzzi. De race was al een dag uitgesteld door het slechte weer. Stanley Woods startte door de interval-startmethode van de TT 15 minuten ná Guthrie. Alle teams probeerden via telefoonverbindingen en borden hun rijders op de hoogte te houden van de situatie. Guthrie had al een tankstop gemaakt, maar ging desondanks aan de leiding van de wedstrijd. Bij Moto Guzzi werden voorbereidingen getroffen voor een tankstop van Stanley Woods. Het Norton-team gaf Guthrie het signaal het rustig aan te doen, want Woods moest nog gaan tanken. Woods reed echter gewoon door en verbeterde het ronderecord. Norton gaf Guthrie in Ramsey het sein tóch voluit te rijden, maar dat was te laat: Woods won met vier seconden voorsprong op Jimmie Guthrie. De Junior TT van 1936 verliep erg controversieel. Guthrie ging vijf ronden lang aan de leiding, maar moest tussen Hilberry Corner en Signpost Corner zijn ketting vervangen. Zijn teamgenoot Freddie Frith nam de leiding over. In de zesde ronde kreeg Guthrie bij Parliament Square in Ramsey de zwarte vlag omdat hij hulp van buitenaf zou hebben gekregen. Guthrie reed gewoon door en eindigde als vijfde. Na de race bestormde het publiek de baan, protesteerde Norton en erkende de Auto-Cycle Union haar fout. Guthrie kreeg het prijzengeld voor de tweede plaats. In de eindstand bleef hij vijfde, waar Norton vrede mee had omdat dat voldoende was voor de constructeursprijs. Guthrie won daarop de Senior TT vóór Stanley Woods die inmiddels een Velocette reed. In 1937 won Jimmie Guthrie de Junior TT, en zijn teamgenoten Frith en White werden tweede en derde. In de vijfde ronde van de Senior TT viel hij stil bij "The Cutting".

## Overlijden en memorials
Bij "The Cutting" had Jimmie Guthrie zijn laatste meter van de Snaefell Mountain Course afgelegd. Tijdens de Grand Prix van Duitsland op 8 augustus op de Sachsenring verongelukte Jimmie Guthrie. In 1939 werd bij "The Cutting" een monument voor Jimmie Guthrie opgericht. Ook in Hawick werd een monument voor Jimmie Guthrie opgericht en in 1949 werd een gedenksteen geplaatst op de plaats van het ongeluk op de Sachsenring. Tijdens de 40e internationale race op de Sachsenring, de Grand Prix van de DDR van 1967, werd een krans gelegd in aanwezigheid van zijn weduwe en zijn zoon Jimmy.
De teksten op de monumenten luiden:
- Guthrie's Memorial Snaefell Mountain Circuit: "James Guthrie, 1897-1937. Erected to the memory of Jimmy Guthrie, of Hawick, a brilliant Motor Cycle Rider, famous on the Isle of Man Tourist Trophy Course for his wonderful riding and great sportsmanship. He won the race six times. Beat many world's records and was first in numerous foreign races. He died while upholding the honour of his country in the German Grand Prix, August, 1937."
- Guthrie's Memorial Hawick: "Jimmie Guthrie, 1897-1937, The world famous Motor Cycle ace who was killed at Hohenstein-Ernsttal whilst racing in the German Grand Prix 8th august 1937"
- Guthrie Stone, Sachsenring: "James Guthrie, 8.August 1937, Unserem Englishen Sportfreund, Zum Gedächtnis, Motor-Sport-Kommission, 25.9.1949"

## Europese titels
Jimmie Guthrie werd Europees kampioen in de 500cc klasse in 1935, 1936 en 1937 en in de 350cc klasse in 1937. Alle titels behaalde hij met een Norton.